# Abbott Elementary
Abbott Elementary ist eine US-amerikanische Sitcom im Mockumentary-Stil, die von Quinta Brunson erdacht wurde. Die Premiere der Serie fand am 7. Dezember 2021 auf dem US-Networksender ABC statt. Im deutschsprachigen Raum erfolgte die Erstveröffentlichung der Serie durch Disney+ am 27. Juli 2022 als Original.
Im Januar 2025 wurde die Serie um eine fünfte Staffel verlängert.

## Handlung
Eine Gruppe von sehr engagierten Lehrern sowie eine etwas unbeholfene Schulleiterin versuchen trotz aller herrschenden Widerstände, an einer öffentlichen Schule in Philadelphia ihre Schüler zu lehren, was sie für einen erfolgreichen Start ins Leben brauchen. Auf die Lehrkräfte, die mit Liebe zu ihrer Berufung handeln, kommen so einige Herausforderungen zu, sei es das knappe Schulbudget, die überfüllten Klassenzimmer oder die örtliche Schulbehörde, welche geradezu gegen sie arbeitet.

## Produktion
Am 3. September 2020 wurde bekannt, dass die zu dem Zeitpunkt noch unbetitelte Comedyserie mit Quinta Brunson in der Hauptrolle eine Freigabe für einen Pilotfilm durch den US-Networksender ABC erhalten hat. Im Februar 2021 erfolgte durch ABC die offizielle Bestellung einer Pilotfolge. Im März 2021 wurden Tyler James Williams, Janelle James, Lisa Ann Walter, Chris Perfetti und Sheryl Lee Ralph als weitere Hauptdarsteller bestätigt. Die Freigabe für die Produktion der ersten Staffel wurde im Mai 2021 erteilt. Die Dreharbeiten für die erste Staffel begannen am 16. August 2021 im kalifornischen Los Angeles und endeten am 5. November 2021. Im August 2021 wurden drei Crewmitglieder positiv auf COVID-19 getestet, die Produktion wurde jedoch dadurch nicht beeinträchtigt. Im November 2021 wurde bekannt, dass William Stanford Davis ebenfalls als Hauptdarsteller mitwirkt. Die Premiere der Serie fand am 7. Dezember 2021 auf ABC statt. Im März 2022 wurde die Serie um eine zweite Staffel verlängert, deren insgesamt 22 Folgen erstmals wöchentlich ab September 2022 in den USA ausgestrahlt wurden. Im Januar 2023 wurde bekannt, dass eine dritte Staffel der Serie folgen wird.
Die 14 Folgen der dritten Staffel wurden, aufgrund der Streiks in den USA, erstmals wöchentlich ab Februar 2024 in den USA ausgestrahlt, beginnend mit einem Zweiteiler. Drei Tage nach der Premiere der dritten Staffel wurde eine vierte Staffel angekündigt.
Im Januar 2024 wurde eine fünfte Staffel der Serie angekündigt.

## Besetzung und Synchronisation
Die deutschsprachige Synchronisation entsteht nach den Dialogbüchern von Heiko Feld, Mark Kuhn, Daniel Daehne und Carina Krause sowie unter der Dialogregie von Heiko Feld und Johannes Keller durch die Synchronfirma FFS Film- & Fernseh-Synchron in München.

### Hauptbesetzung
| Rolle              | Schauspieler           | Hauptrolle (Folgen) | Nebenrolle (Folgen) | Synchronsprecher  |
| ------------------ | ---------------------- | ------------------- | ------------------- | ----------------- |
| Janine Teagues     | Quinta Brunson         | 1.01–               |                     | Andrea Wick       |
| Gregory Eddie      | Tyler James Williams   | 1.01–               |                     | Patrick Roche     |
| Ava Coleman        | Janelle James          | 1.01–               |                     | Kathrin Gaube     |
| Melissa Schemmenti | Lisa Ann Walters       | 1.01–               |                     | Carin C. Tietze   |
| Jacob Hill         | Chris Perfetti         | 1.01–               |                     | Benjamin Krause   |
| Barbara Howard     | Sheryl Lee Ralph       | 1.01–               |                     | Dorothea Anzinger |
| Mr. Johnson        | William Stanford Davis | 2.01–               | 1.01–1.13           | Gerhard Acktun    |

### Nebenbesetzung
| Rolle                    | Schauspieler           | Nebenrolle (Folgen)                                                                    | Synchronsprecher                                                      |
| ------------------------ | ---------------------- | -------------------------------------------------------------------------------------- | --------------------------------------------------------------------- |
| Tina Schwartz            | Kate Peterman          | 1.01, 2.02, 2.07, 2.16                                                                 | Marget Flach                                                          |
| Tariq Temple             | Zack Fox               | 1.02, 1.08, 1.13–2.01, 2.17, 2.19, 3.03, 3.08, 3.11–3.12, 4.02, 4.05, 4.07, 4.16, 4.21 | Julian Manuel                                                         |
| Amber Williams           | Naté Jones             | 1.02, 2.06–2.07, 2.14, 2.16, 2.19, 4.20                                                | Ilena Gwisdalla                                                       |
| Shanae                   | Nikea Gamby-Turner     | 1.02, 2.02, 2.05, 2.21, 3.10–3.11, 4.01                                                | Angela Jacobi                                                         |
| Courtney Pierce          | Lela Hoffmeister       | 1.05, 1.11, 2.02, 2.13, 3.09, 4.04, 4.13                                               | Zoe Durakovic                                                         |
| Gary                     | Bruno Amato            | 1.06, 2.14, 3.01–3.03, 4.16                                                            | Patrick Zwingmann                                                     |
| Wendell                  | George Sharperson      | 1.06, 2.19, 4.07, 4.15, 4.18                                                           | Gerhard Jilka                                                         |
| Gerald Howard            | Richard Brooks         | 1.06, 3.12, 4.08                                                                       | Tekin Gültekin                                                        |
| Devin                    | Reggie Conquest        | 1.07, 2.02, 2.05, 3.10                                                                 | Tobias John von Freyend                                               |
| Martin Eddie             | Orlando Jones          | 1.08, 2.12, 4.05, 4.22                                                                 | Matthias Klie                                                         |
| Taylor Howard            | Iyana Halley           | 1.10, 1.13, 3.12, 4.15                                                                 | Zina Laus                                                             |
| Zach                     | Larry Owens            | 1.11, 1.13, 2.10, 2.14, 3.05, 3.14, 4.17                                               | Dustin Peters                                                         |
| Ally Williams            | Ambrit Millhouse       | 1.11, 2.02, 2.19                                                                       | Sonja Reichelt                                                        |
| Delisha Sloss            | Shirley Jordan         | 1.12, 2.13, 3.05, 4.14                                                                 |                                                                       |
| Kristin Marie Schemmenti | Lauren Weedman         | 2.02, 2.04, 2.16, 4.08                                                                 | Simone Brahmann                                                       |
| Ashley Garcia            | Keyla Monterroso Mejia | 2.03, 2.05–2.06, 2.20                                                                  | Maresa Sedlmeir                                                       |
| Clarence                 | Zakai Biagas Bey       | 2.03, 2.11, 2.17, 2.19                                                                 | Matteo Kreutzer                                                       |
| Erika                    | Courtney Taylor        | 2.06–2.07, 2.10, 2.17–2.19, 3.11–3.12, 3.14, 4.17                                      | Angela Wiederhut                                                      |
| Draemond Winding         | Leslie Odom Jr.        | 2.07, 2.19                                                                             | Pirmin Sedlmeir                                                       |
| Mr. Morton               | Jerry Minor            | 2.08, 2.18–2.19, 3.11, 3.13–4.01, 4.10, 4.13, 4.20–4.21                                | Frank Schaff                                                          |
| Krystal                  | Raven Goodwin          | 2.08, 2.19, 4.02, 4.15–4.16, 4.21                                                      | Leslie-Vanessa Lill                                                   |
| Tasha Hoffman            | Taylor Garron          | 2.09, 4.09, 4.14, 4.16                                                                 | Alina Freund                                                          |
| Maurice                  | Vince Staples          | 2.10, 2.13–2.14, 2.17, 2.22                                                            | Kevin Iannotta                                                        |
| Ayesha Teagues           | Ayo Edebiri            | 2.14, 2.18                                                                             | Chiara Haurand                                                        |
| Captain Robinson         | Mike O’Malley          | 2.15, 3.04, 3.08, 4.08, 4.16, 4.20                                                     | Andreas Borcherding                                                   |
| Elizabeth Washington     | June Diane Raphael     | 2.20, 3.06, 4.21                                                                       | Tatjana Pokorny                                                       |
| Vanetta Teagues          | Taraji P. Henson       | 2.21, 3.12                                                                             | Elisabeth Günther                                                     |
| Manny                    | Josh Segarra           | 3.01–3.03, 3.07–3.08, 3.10–3.11, 3.14, 4.06, 4.14, 4.18–4.19                           | Uwe Thomsen                                                           |
| Emily                    | Kimia Behpoornia       | 3.01–3.03, 3.05, 3.10, 3.14                                                            | Zina Laus                                                             |
| Simon Willis             | Benjamin Norris        | 3.01–3.03, 3.10, 3.14, 4.17                                                            | Fabian Wittkowski                                                     |
| Alex                     | Mason Renfro           | 3.01–3.02, 3.04, 3.09–3.11, 3.13–3.14                                                  | Ben Puschner                                                          |
| er selbst                | Jalen Hurts            | 3.02                                                                                   | Alexander Wohnhaas                                                    |
| er selbst                | Brandon Graham         | 3.02                                                                                   | Stefan Lehnen                                                         |
| er selbst                | Jason Kelce            | 3.02                                                                                   | Philipp Rafferty                                                      |
| Warren                   | Ben Onyx Dowdy         | 3.03, 3.09–3.10, 4.01                                                                  |                                                                       |
| Jessca                   | Sabrina Brier          | 3.04                                                                                   | Janina Dietz                                                          |
| er selbst                | Bradley Cooper         | 3.06                                                                                   | Tobias Kluckert                                                       |
| Rosalyn Inez             | Cree Summer            | 3.07, 3.11, 4.03–4.04, 4.16, 4.18, 4.20                                                | Shandra Schadt                                                        |
| Superintendent Reynolds  | Keegan-Michael Key     | 3.08–3.10                                                                              | Nils Kreutinger                                                       |
| Crystal                  | Tatyana Ali            | 3.08, 3.13, 4.14, 4.18, 4.21                                                           | Melanie Manstein                                                      |
| Avi                      | Karan Soni             | 3.08, 3.11, 3.14                                                                       | Xiduo Zhao                                                            |
| Dia                      | Pam Trotter            | 3.09, 3.12–3.13, 4.06, 4.15, 4.18–4.21                                                 | Jo Kern (1. Stimme) Sandra Steffl (2. Stimme) Irene Weber (3. Stimme) |
| er selbst                | Questlove              | 3.10                                                                                   | Sebastian Winkler                                                     |
| Olivia                   | Lana Condor            | 3.11, 3.14                                                                             | Vanessa Eckart                                                        |
| er selbst                | Kevin Hart             | 3.12                                                                                   | Leonhard Mahlich                                                      |
| Miles Nathaniel          | Matt Oberg             | 4.01, 4.06, 4.12, 4.18, 4.21                                                           | Daniel Schlauch                                                       |
| O’Shon                   | Matthew Law            | 4.03, 4.07, 4.10–4.11, 4.15, 4.17–4.18, 4.22                                           | Leonard Hohm                                                          |
| Caleb                    | Tyler Tomás Perez      | 4.07–4.08                                                                              | Felix Mayer                                                           |
| Cedric                   | Eric André             | 4.10                                                                                   |                                                                       |
| sie selbst               | Jill Scott             | 4.20                                                                                   |                                                                       |

## Episodenliste

### Staffel 1
| Nr. (ges.) | Nr. (St.) | Deutscher Titel                | Originaltitel          | Erstausstrahlung (USA) | Deutschsprachige Erstveröffentlichung (D/A/CH) | Regie            | Drehbuch         |
| ---------- | --------- | ------------------------------ | ---------------------- | ---------------------- | ---------------------------------------------- | ---------------- | ---------------- |
| 1          | 1         | Willkommen an der Abbott       | Pilot                  | 7. Dez. 2021           | 27. Juli 2022                                  | Randall Einhorn  | Quinta Brunson   |
| 2          | 2         | Gegen den Strom                | Light Bulb             | 4. Jan. 2022           | 27. Juli 2022                                  | Randall Einhorn  | Quinta Brunson   |
| 3          | 3         | Die Wunschliste                | Wishlist               | 11. Jan. 2022          | 27. Juli 2022                                  | Randall Einhorn  | Morgan Murphy    |
| 4          | 4         | Neue Technologie               | New Tech               | 18. Jan. 2022          | 27. Juli 2022                                  | Randall Einhorn  | Brian Rubenstein |
| 5          | 5         | Schülertransfer                | Student Transfer       | 25. Jan. 2022          | 27. Juli 2022                                  | Randall Einhorn  | Brittani Nichols |
| 6          | 6         | Das Hochbegabten-Programm      | Gifted Program         | 1. Feb. 2022           | 27. Juli 2022                                  | Matt Sohn        | Jordan Temple    |
| 7          | 7         | Die Kunstlehrerin              | Art Teacher            | 8. Feb. 2022           | 27. Juli 2022                                  | Jennifer Celotta | Kate Peterman    |
| 8          | 8         | Arbeitsfamilie                 | Work Family            | 15. Feb. 2022          | 27. Juli 2022                                  | Jay Karas        | Justin Tan       |
| 9          | 9         | Steppkurs                      | Step Class             | 22. Feb. 2022          | 27. Juli 2022                                  | Shahrzad Davani  | Joya McCrory     |
| 10         | 10        | Tag der offenen Tür            | Open House             | 22. März 2022          | 27. Juli 2022                                  | Jen Celotta      | Brian Rubenstein |
| 11         | 11        | Die Sache mit dem Schreibtisch | Desking                | 29. März 2022          | 27. Juli 2022                                  | Melissa Kosar    | Morgan Murphy    |
| 12         | 12        | Ava vs. Superintendent Collins | Ava vs. Superintendent | 5. Apr. 2022           | 27. Juli 2022                                  | Matthew Cherry   | Brittani Nichols |
| 13         | 13        | Zoo-Ballon                     | Zoo Balloon            | 12. Apr. 2022          | 27. Juli 2022                                  | Randall Einhorn  | Jordan Temple    |

### Staffel 2
| Nr. (ges.) | Nr. (St.) | Deutscher Titel                | Originaltitel          | Erstausstrahlung (USA) | Deutschsprachige Erstveröffentlichung (D/A/CH) | Regie           | Drehbuch         |
| ---------- | --------- | ------------------------------ | ---------------------- | ---------------------- | ---------------------------------------------- | --------------- | ---------------- |
| 14         | 1         | Vorbereitungswoche             | Development Day        | 21. Sep. 2022          | 1. März 2023                                   | Randall Einhorn | Quinta Brunson   |
| 15         | 2         | Falsche Lieferung              | Wrong Delivery         | 28. Sep. 2022          | 1. März 2023                                   | Randall Einhorn | Brian Rubenstein |
| 16         | 3         | Story Samurai                  | Story Samurai          | 5. Okt. 2022           | 1. März 2023                                   | Jay Karas       | Jordan Temple    |
| 17         | 4         | Ab ins Büro der Schulleiterin! | The Principal's Office | 12. Okt. 2022          | 1. März 2023                                   | Shahrzad Davani | Brittani Nichols |
| 18         | 5         | Saft                           | Juice                  | 19. Okt. 2022          | 1. März 2023                                   | Jay Karas       | Ava Coleman      |
| 19         | 6         | Süßigkeiten-Zombies            | Candy Zombies          | 26. Okt. 2022          | 1. März 2023                                   | Shahrzad Davani | Kate Peterman    |
| 20         | 7         | Schmutzkampagne                | Attack Ad              | 2. Nov. 2022           | 1. März 2023                                   | Matt Sohn       | Justin Tan       |
| 21         | 8         | Eierfall-Projekt               | Egg Drop               | 16. Nov. 2022          | 1. März 2023                                   | Randall Einhorn | Joya McCrory     |
| 22         | 9         | Krankgeschrieben               | Sick Day               | 30. Nov. 2022          | 1. März 2023                                   | Randall Einhorn | Riley Dufurrena  |
| 23         | 10        | Ferienbeginn                   | Holiday Hookah         | 7. Dez. 2022           | 1. März 2023                                   | Randall Einhorn | Brian Rubenstein |
| 24         | 11        | Lesemarathon                   | Read-A-Thon            | 4. Jan. 2023           | 21. Juni 2023                                  | Dime Davis      | Garrett Werner   |
| 25         | 12        | Streit                         | Fight                  | 11. Jan. 2023          | 21. Juni 2023                                  | Melissa Kosar   | Jordan Temple    |
| 26         | 13        | Spendenaktion                  | The Fundraiser         | 18. Jan. 2023          | 21. Juni 2023                                  | Randall Einhorn | Brittani Nichols |
| 27         | 14        | Valentinstag                   | Valentine's Day        | 8. Feb. 2023           | 21. Juni 2023                                  | Justin Tan      | Justin Tan       |
| 28         | 15        | Feueralarm                     | The Fire               | 15. Feb. 2023          | 21. Juni 2023                                  | Jen Celotta     | Ava Coleman      |
| 29         | 16        | Der Lehrerkongress             | Teacher Conference     | 22. Feb. 2023          | 21. Juni 2023                                  | Randall Einhorn | Kate Peterman    |
| 30         | 17        | Das Wandbild                   | Mural Arts             | 1. März 2023           | 21. Juni 2023                                  | Geeta Malik     | Joya McCrory     |
| 31         | 18        | Würdigt die Lehrer!            | Teacher Appreciation   | 8. März 2023           | 21. Juni 2023                                  | Randall Einhorn | Morgan Murphy    |
| 32         | 19        | Schulfest                      | Festival               | 15. März 2023          | 21. Juni 2023                                  | Randall Einhorn | Brian Rubenstein |
| 33         | 20        | Pädagoge des Jahres            | Educator of the Year   | 5. Apr. 2023           | 21. Juni 2023                                  | Claire Scanlon  | Jordan Temple    |
| 34         | 21        | Mom                            | Mom                    | 12. Apr. 2023          | 21. Juni 2023                                  | Ken Whittingham | Ava Coleman      |
| 35         | 22        | Nachts im Franklin Institute   | Franklin Institute     | 19. Apr. 2023          | 21. Juni 2023                                  | Randall Einhorn | Brittani Nichols |

### Staffel 3
| Nr. (ges.) | Nr. (St.) | Deutscher Titel                           | Originaltitel              | Erstausstrahlung (USA) | Deutschsprachige Erstveröffentlichung (D/A/CH) | Regie               | Drehbuch                        |
| ---------- | --------- | ----------------------------------------- | -------------------------- | ---------------------- | ---------------------------------------------- | ------------------- | ------------------------------- |
| 36         | 1         | Career Day – Teil 1                       | Career Day – Part 1        | 7. Feb. 2024           | 12. Juni 2024                                  | Randall Einhorn     | Quinta Brunson                  |
| 37         | 2         | Career Day – Teil 2                       | Career Day – Part 2        | 7. Feb. 2024           | 12. Juni 2024                                  | Randall Einhorn     | Quinta Brunson                  |
| 38         | 3         | Gregory und die gesprächigen Grünschnäbel | Gregory’s Garden Goofballs | 14. Feb. 2024          | 12. Juni 2024                                  | Justin Tan          | Brian Rubenstein                |
| 39         | 4         | Rauchen                                   | Smoking                    | 21. Feb. 2024          | 12. Juni 2024                                  | Randall Einhorn     | Jordan Temple                   |
| 40         | 5         | Trennung                                  | Breakup                    | 28. Feb. 2024          | 12. Juni 2024                                  | Jen Celotta         | Brittani Nichols                |
| 41         | 6         | Willard R. Abbott                         | Willard R. Abbott          | 10. März 2024          | 12. Juni 2024                                  | Matt Sohn           | Ava Coleman                     |
| 42         | 7         | Die Bibliothekarin                        | Librarian                  | 13. März 2024          | 12. Juni 2024                                  | Karan Soni          | Morgan Murphy                   |
| 43         | 8         | Podiumsdiskussion                         | Panel                      | 20. März 2024          | 14. Aug. 2024                                  | Claire Scanlon      | Quinta Brunson                  |
| 44         | 9         | Alex                                      | Alex                       | 10. Apr. 2024          | 14. Aug. 2024                                  | Randall Einhorn     | Justin Tan                      |
| 45         | 10        | 2 Ava 2 Fest                              | 2 Ava 2 Fast               | 17. Apr. 2024          | 14. Aug. 2024                                  | Ken Whittingham     | Joya McCroy                     |
| 46         | 11        | Doppeldate                                | Double Date                | 1. Mai 2024            | 14. Aug. 2024                                  | Razan Ghalayini     | Garrett Werner                  |
| 47         | 12        | Muttertag                                 | Mother’s Day               | 8. Mai 2024            | 14. Aug. 2024                                  | Richie Edelson      | Riley Dufurrena                 |
| 48         | 13        | Ein Spielplatz für alle                   | Smith Playground           | 15. Mai 2024           | 14. Aug. 2024                                  | Jamie Eliezer Karas | Brian Rubenstein                |
| 49         | 14        | Party                                     | Party                      | 22. Mai 2024           | 14. Aug. 2024                                  | Randall Einhorn     | Chad Morton & Rebekka Pesqueira |

### Staffel 4
| Nr. (ges.) | Nr. (St.) | Deutscher Titel                    | Originaltitel           | Erstausstrahlung (USA) | Deutschsprachige Erstveröffentlichung (D/A/CH) | Regie                  | Drehbuch                         |
| ---------- | --------- | ---------------------------------- | ----------------------- | ---------------------- | ---------------------------------------------- | ---------------------- | -------------------------------- |
| 50         | 1         | Schulanfang                        | Back to School          | 9. Okt. 2024           | 27. Feb. 2025                                  | Randall Einhorn        | Quinta Brunson                   |
| 51         | 2         | Ringelflechte                      | Ringworm                | 16. Okt. 2024          | 27. Feb. 2025                                  | Randall Einhorn        | Brian Rubenstein                 |
| 52         | 3         | Klassenhaustier                    | Class Pet               | 23. Okt. 2024          | 27. Feb. 2025                                  | Matt Sohn              | Jordan Temple                    |
| 53         | 4         | Kostümwettbewerb                   | Costume Contest         | 30. Okt. 2024          | 27. Feb. 2025                                  | Randall Einhorn        | Brittani Nichols                 |
| 54         | 5         | Vaterrollen                        | Dad Fight               | 6. Nov. 2024           | 27. Feb. 2025                                  | Justin Tan             | Ava Coleman                      |
| 55         | 6         | Das Deli                           | The Deli                | 13. Nov. 2024          | 27. Feb. 2025                                  | Patrick Schumacker     | Kate Peterman                    |
| 56         | 7         | Winteraufführung                   | Winter Show             | 4. Dez. 2024           | 27. Feb. 2025                                  | Randall Einhorn        | Justin Tan                       |
| 57         | 8         | Winterferien                       | Winter Break            | 4. Dez. 2024           | 27. Feb. 2025                                  | Randall Einhorn        | Joya McCroy                      |
| 58         | 9         | Freiwillige                        | Volunteers              | 8. Jan. 2025           | 14. Mai 2025                                   | Randall Einhorn        | Garrett Werner                   |
| 59         | 10        | Die Prüfung                        | Testing                 | 15. Jan. 2025          | 14. Mai 2025                                   | Randall Keenan Winston | Morgan Murphy                    |
| 60         | 11        | Streik                             | Strike                  | 22. Jan. 2025          | 14. Mai 2025                                   | Jennifer Celotta       | Riley Dufurrena                  |
| 61         | 12        | Girard Creek                       | Girard Creek            | 29. Jan. 2025          | 14. Mai 2025                                   | Randall Einhorn        | Chad Morton                      |
| 62         | 13        | Der Wissenschaftswettbewerb        | The Science Fair        | 5. Feb. 2025           | 14. Mai 2025                                   | Tyler James Williams   | Brian Rubenstein                 |
| 63         | 14        | Die Budgetsitzung des Schulbezirks | District Budget Meeting | 12. Feb. 2025          | 14. Mai 2025                                   | Richie Edelson         | Rebekka Pesqueira                |
| 64         | 15        | Der 100. Schultag                  | 100th Day of School     | 26. Feb. 2025          | 14. Mai 2025                                   | Randall Einhorn        | Lizzy Darrell                    |
| 65         | 16        | Bücher                             | Books                   | 5. März 2025           | 2. Juli 2025                                   | Dime Davis             | Jordan Temple                    |
| 66         | 17        | Karaoke                            | Karaoke                 | 12. März 2025          | 2. Juli 2025                                   | Matthew Pexa           | Brittani Nichols                 |
| 67         | 18        | Inspektion                         | Audit                   | 19. März 2025          | 2. Juli 2025                                   | Jaime Eliezer Karas    | Ava Coleman                      |
| 68         | 19        | Musikstunde                        | Music Class             | 26. März 2025          | 2. Juli 2025                                   | Brittani Nichols       | Kate Peterman                    |
| 69         | 20        | Ava Fest: Tokyo Drift              | Ava Fest: Tokyo Drift   | 2. Apr. 2025           | 2. Juli 2025                                   | Randall Einhorn        | Justin Tan                       |
| 70         | 21        | Die Protestaktion                  | Rally                   | 9. Apr. 2025           | 2. Juli 2025                                   | Claire Scanlon         | Joya McCroy                      |
| 71         | 22        | Please Touch Museum                | Please Touch Museum     | 16. Apr. 2025          | 2. Juli 2025                                   | Randall Einhorn        | Riley Dufurrena & Garrett Werner |

## Auszeichnungen (Auswahl)
Primetime Emmy Awards
- 2022: Auszeichnung für Bestes Drehbuch einer Comedy-Serie für Quinta Brunson
- 2022: Auszeichnung für Beste Nebendarstellerin in einer Comedy-Serie für Sheryl Lee Ralph
- 2022: Nominierung für Beste Comedy-Serie
- 2022: Nominierung für Beste Hauptdarstellerin in einer Comedy-Serie für Quinta Brunson

Critics' Choice Awards
- 2023: Auszeichnung für Beste Comedy-Serie
- 2023: Auszeichnung für Beste Nebendarstellerin in einer Comedy-Serie für Sheryl Lee Ralph

Golden Globe Awards
- 2023: Auszeichnung für Beste TV-Serie – Comedy oder Musical
- 2023: Auszeichnung für Beste Schauspielerin in einer TV-Serie – Comedy oder Musical für Quinta Brunson
- 2023: Auszeichnung für Bester Nebendarsteller in einer Musical-, Comedy- oder Drama-Serie für Tyler James Williams

Independent Spirit Awards
- 2023: Auszeichnung für Beste Performance in einer neuen geskripteten Serie für Quinta Brunson

Producers Guild of America Awards
- 2023: Nominierung für Beste Produzentenleistung bei einer Comedy-Serie

Screen Actors Guild Awards
- 2023: Nominierung für Beste Schauspielerin in einer Comedy-Serie für Quinta Brunson
- 2023: Auszeichnung für Bestes Ensemble in einer Comedy-Serie

Writers Guild of America Award
- 2023: Nominierung in der Kategorie Comedy-Serie
- 2023: Nominierung in der Kategorie Neue Serie